# Norbert Elias

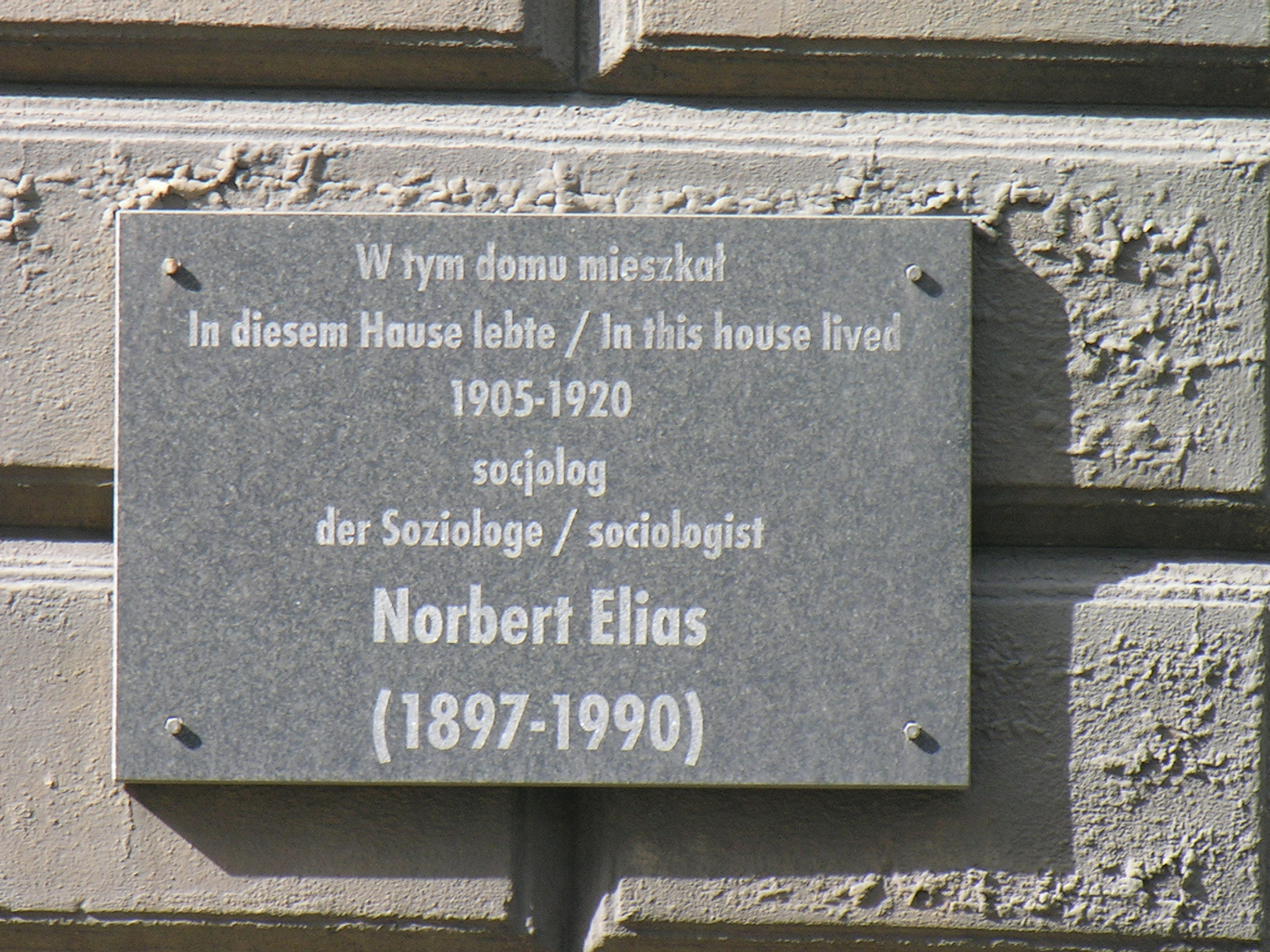
Plakat för Norbert Elias i Wrocław

Norbert Elias, född 22 juni 1897 i Breslau, död 1 augusti 1990 i Amsterdam, var en mycket inflytelserik tysk sociolog.

## Biografi
Elias formades av den tyska humanistiska traditionen med dess klassiska och filosofiska inriktning. Han tog doktorsexamen i filosofi vid universitetet i Breslau under Richard Hönigswald. Därefter studarade han sociologi, först i Heidelberg (för Albert Weber) och sedan i Frankfurt, där han var Karl Mannheims assistent. Efter nazisternas maktövertagande tog sig Elias, som var jude, först till Paris och sedan till England.
År 1954 fick Elias en akademisk lärartjänst i sociologi (Leicester). Från mitten av 1960-talet var han gästforskare vid olika universitet, och det sista decenniet verkade han i Amsterdam.

## Verk

### Über den Prozess der Zivilisation
Elias magnum opus är Über den Prozess der Zivilisation (1937/1939). I den framlägger han teorin att de västeuropeiska staternas historia, sedan medeltiden, kan förstås som en lång civilisationsprocess, där människorna i takt med staternas framväxt, gradvis har utvecklat en allt starkare kontroll över sina drifter, däribland sina aggressioner.
Verket är en historisk-komparativ studie av etikettböcker vilka Elias studerat. Ur dessa utkristaliseras Elias civilisationsteori, det empiriska materialet innehåller en lång rad källor. Det kan röra små såväl som stora frågor, vilka sedan inordnas i Elias teori. Exempelvis beteende vid matbordet, uppkomsten av civilisationsbegreppet i Frankrike,litterära exempel på förhållandet mellan den tyska medelklassintelligentian och hovadeln, sovrumsbeteende, och så vidare. Själva teorin utymnnar i hur moderniteten kommit med "en dubbel rörelse", å ena sidan frigör den människan, å andra sidan binder den henne allt mer. Att psykologisera sina medmänniskors beteende, krav på drifternas dämpning, respektive rationalisering blir alltså en del av modernitetens zeitgeist. Civilisationsprocessen fortlöper autonomt och utan intention från aktörernas sida, och kan här liknas med det hegelianska konceptet Geist, vilket också berör aggregerad handling, i varje fall enligt Elias tolkning.

#### Övriga verk
Flera andra verk anknyter nära till detta huvudverk. Det gäller studien om hovsamhället, Die höfische Gesellschaft (1969), uppföljningen The Society of Individuals (1987), och analysen av sportens utveckling i The Quest for Excitement (1986). I boken om Mozart. Zur Soziologie eines Genies (1991) tillämpar Elias sin teori om samspelet mellan samhällsförändring och individualitet, där han sociologiskt försöker förklara Mozarts "individuella" öde.
Established and Outsiders (Etablerade och outsiders Arkiv förlag, 2010, med förord av Gunnar Olofsson) är en uppslagsrik analys av maktförhållanden, tankeformer och självbilder i ett lokalsamhälle.
Senare verk som Time (1984) och Studien über die Deutschen (1989) är variationer på teman från boken om hovsamhället och Civilisationsprocessen. I The Symbol Theory (1991) knyter Elias ihop denna teori med de vetenskapssociologiska verken.

#### Angående sociologivetenskapen
Elias redovisar sin syn på sociologin i What is Sociology (1970). Här argumenterar Elias för att sociologin ska överskrida tendensen att tänka i motsatskategorier som "individ" och "samhälle". Involvement and Detachment (1987) betonar att förmågan till "distans" avgör om sociologin ska nå utöver det engagerande ståndpunktsförfäktandet.
Stephen Mennells bok Norbert Elias. An Introduction (1992) diskuterar Elias verk och hans relation till andra sociologer. Elias självbiografi heter: Norbert Elias über sich selbst (1990).

## Böcker på svenska
- Från riddarspel till fotbollscup: sport i sociologisk belysning (Sport im Zivilisationsprozess) (översättning Lars Hansson, Atlantis, 1986)
- Civilisationsteori. D. 1, Sedernas historia (Wandlungen des Verhaltens in den weltlichen Oberschichten des Abendlandes ) (översättning Berit Skogsberg, Atlantis, 1989)
- Civilisationsteori. D. 2, Från svärdet till plikten: samhällets förvandlingar (Wandlungen der Gesellschaft) (översättning Dag Malm, Atlantis, 1991)
- Mozart: sociologiska betraktelser över ett geni (Mozart: zur Sociologie eines Genies) (översättning Tora Palm, Aldebaran, 1992)
- Tyskarna och civilisationens bräcklighet (Studien über die Deutschen) (översättning Dag Malm, Atlantis, 1996)
- Etablerade och outsiders: en sociologisk studie om grannskapsproblem (The established and the outsiders) (tillsammans med John L. Scotson) (översättning Anita Sandberg och Gunnar Sandin, Arkiv, 1999). 2. utök. och rev. uppl. 2010